# 伊万尼奇 (佳季科维奇市镇)
50°34′41″N 25°56′39″E / 50.57806°N 25.94417°E
伊万尼奇（烏克蘭語：Іваничі），是烏克蘭西北部里夫内州里夫内区佳季科维奇市镇的村落。始建於1946年，面積0.77平方公里，海拔高度195米，2001年該村落人口232。